# Восточный хинди
Восто́чный хи́нди — группа сходных диалектов хинди, включающая в себя авадхи, багхели и чхаттисгархи. Последний приобрёл в 2000 году статус самостоятельного языка. Носители восточно-хиндийских диалектов населяют широкую полосу (до 400 км) к югу от границ Непала до округа Бастар (штат Мадхья-Прадеш), включая центр штата Уттар-Прадеш, восток штата Мадхья-Прадеш, север и центр штата Чхаттисгарх.

## Особенности
Диалекты восточного хинди имеют ряд особенностей, которые иногда отражаются в стандартном хинди писателей, для которых являются родными диалекты восточного хинди. В первую очередь, это:
- неразличение прямой и косвенной формы в единственном числе независимо от окончания;
- тенденция к неразличению мужского и женского рода;
- специфика образования будущего времени в 1 лице множественного числа (-ib(ā)), сближающая восточный хинди с языками бихари;
- номинативный строй предложения (в стандартном хинди используется эргативная конструкция)[1].

## Парадигмы

### Личные местоимения[2]
| Число               | Лицо | Диалект | Авадхи  | Авадхи       | Авадхи  | Багхели          | Багхели              | Багхели | Чхаттисгархи           | Чхаттисгархи       | Чхаттисгархи |
| Число               | Лицо | Форма   | Прям.   | Косв.        | Притяж. | Прям.            | Косв.                | Притяж. | Прям.                  | Косв.              | Притяж.      |
| ------------------- | ---- | ------- | ------- | ------------ | ------- | ---------------- | -------------------- | ------- | ---------------------- | ------------------ | ------------ |
| Единственное число  | 1    | 1       | maĩ     | mo           | mor     | mãy              | mwā̃                  | mwār    | mẽ, maĩ                | mo                 | mor          |
| Единственное число  | 2    | 2       | taĩ, tũ | to           | tor     | tãy'             | twā̃                  | twār    | tẽ, taĩ                | to                 | tor          |
| Единственное число  | 3    | 3       | ī, ū    | e, o         | —       | yā, wah          | yā, wahi             | —       | ye, wo                 | ye, wo             | —            |
| Множественное число | 1    | 1       | ham     | ham          | hamār   | hamh             | hamh                 | hamhār  | ham (hamman)           | ham                | hamār        |
| Множественное число | 2    | 2       | tum     | tum          | tumār   | tumh             | tumh                 | tumhār  | tum (tumman)           | tumh               | tumār        |
| Множественное число | 3    | 3       | e, o    | in, un (unh) | —       | e (enh), o (onh) | yan (yanh), un (unh) | —       | ye (yeman), wo (woman) | in (inh), un (unh) | —            |